# Rhegmoclema reticulatum
Rhegmoclema reticulatum is een muggensoort uit de familie van de Scatopsidae. De wetenschappelijke naam van de soort is voor het eerst geldig gepubliceerd in 1955 door Cook.